# Chiesa di San Vito (Treviso)
La chiesa di San Vito è un luogo di culto cattolico del centro di Treviso, sede dell'omonima rettoria dipendente dalla parrocchia della cattedrale. Inglobato nello stesso edificio, curiosamente, c'è un altro luogo di culto, dedicato a santa Lucia, mentre un'altra chiesa, dedicata a Santa Maria delle Carceri, ne costituisce attualmente la sacrestia.

## Storia
Tra i luoghi di culto più antichi della città, ne è attestata l'esistenza sin dal 981, quando un documento parla di un "Ospedale di San Pietro e San Vito", rifugio per ammalati, poveri e pellegrini, comprendente una cappella omonima, nei presso del "foro" cittadino, l'attuale Piazza dei Signori, il tutto posto sotto la proprietà dell'Abbazia di Sant'Ilario. Nei secoli fu sede religiosa di alcune scuole d'arte quali quelle dei fabbri, dei bombardieri, dei calderari, dei portatori di vino e dei beccai.
Di questo primitiva chiesa rimane solo un'abside, quello che lo mette in collegamento con la Chiesa di Santa Lucia, nell'attuale edificio quasi completamente rifatto nel XVI secolo, unitamente al palazzo del Monte di Pietà e al campanile.
Completamente restaurato, l'edificio è stato riaperto al pubblico nel 2013.

## Descrizione

### Esterno
La chiesa si presenta, esternamente, più come un palazzo che come un edificio religioso: si presenta nella parte bassa con un portico con archi a tutto sesto che sorreggono le finestre che danno luce ai locali del Monte di Pietà.

### Interno
L'interno è a tre navate di eguale altezza e coperte da soffitto a volta: il summenzionato abside altomedievale, ornato da affreschi della prima metà del XIII secolo scoperti solo nel 1954, chiude la navata in cornu epistulae, mentre tra l'altar maggiore, di gusto barocco, e la cappella in cornu evangelii trova posto un tabernacolo murale risalente alla seconda metà del XIV secolo, con fregi e figure in stile gotico.
Si ricordano anche la pala dei Santi Vito, Modesto e Crescenzia di Marco Vecellio (prima metà del XVI secolo) e l'Incoronazione della Vergine nell'ovale del soffitto della navata centrale, opera di Antonio Zanchi, XVII secolo.
Posto in cantoria su cassa in stile neoclassico, l'organo è stato costruito nel 1903 da Domenico Malvestio con materiale del precedente strumento musicale di Gaetano Callido. A trasmissione meccanica, ha una tastiera di 56 tasti e pedaliera dritta di 27 note.

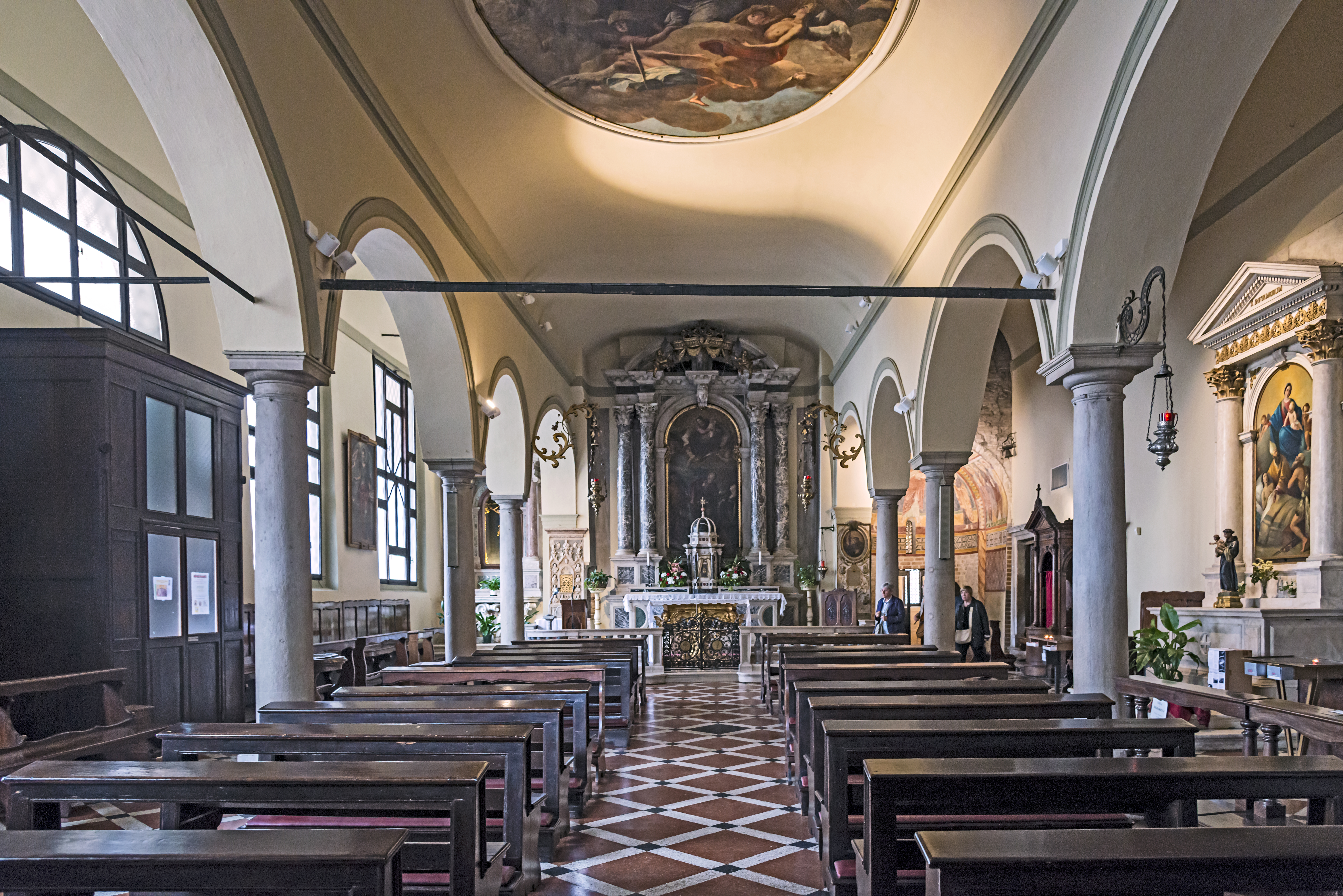
Veduta dell'interno della chiesa
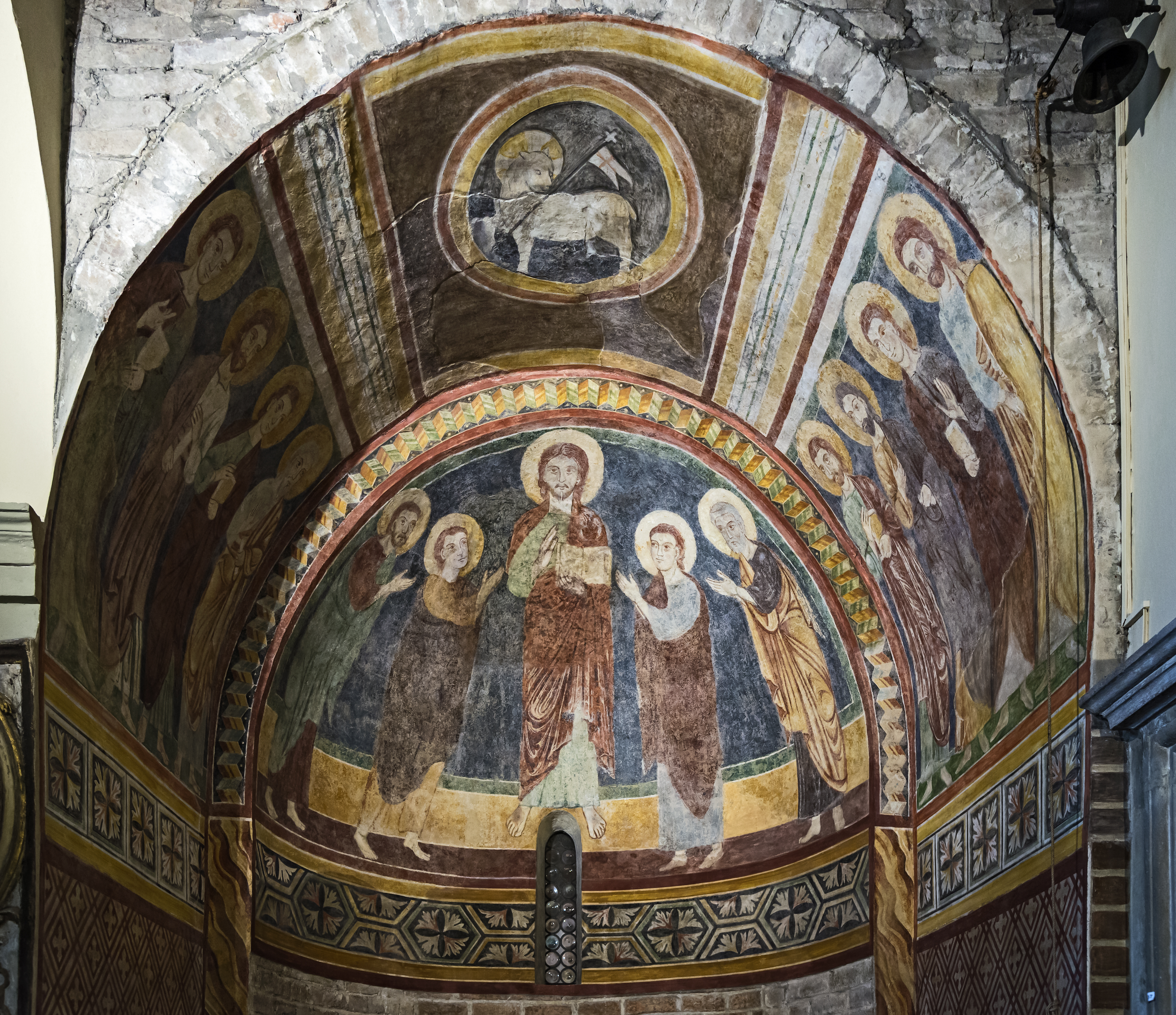
Cappella del Redentore
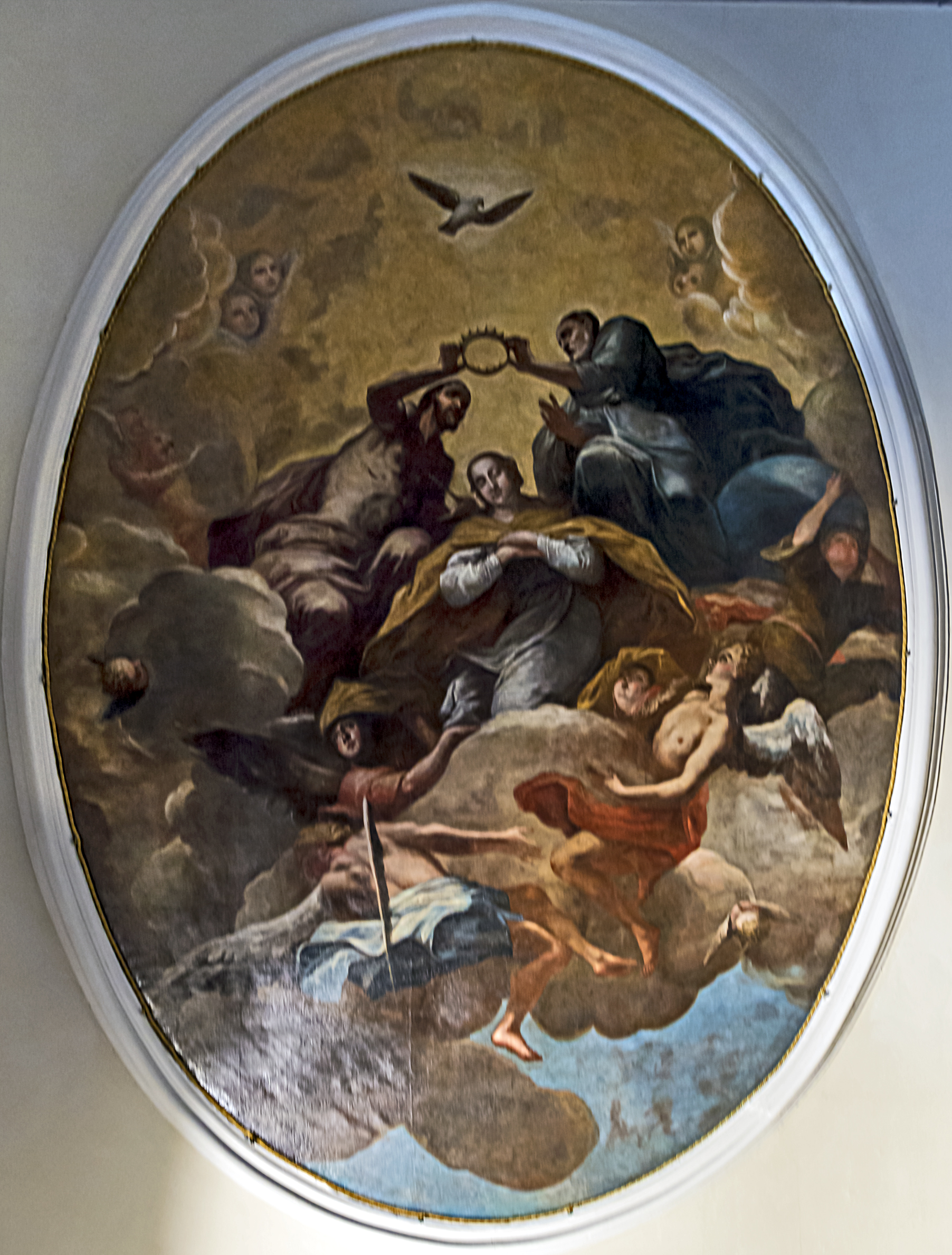
Incoronazione della Vergine opera di Antonio Zanchi
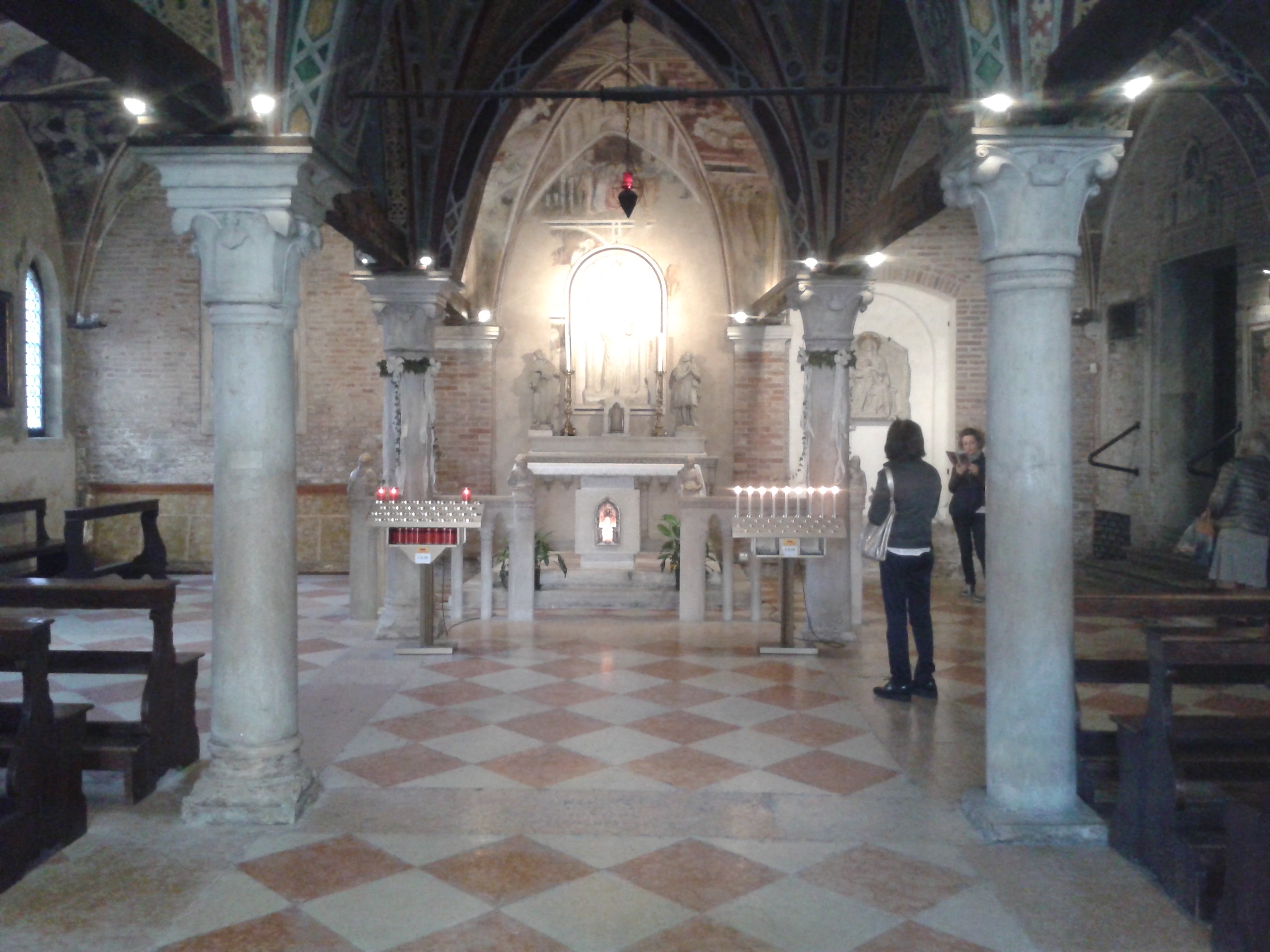
Interno della chiesa di santa Lucia